# 2016年夏季オリンピックの開催地選考
2016年夏季オリンピックの開催地選考（2016ねんかきオリンピックのかいさいせんこう）では、2016年夏季オリンピックの開催地が選考されるまでの経緯について記述する。
2016年夏季オリンピック立候補の申請を、2007年9月13日までに国際オリンピック委員会(IOC)へ提出したのは7都市だった。翌14日にそれらは全てIOCに承認され、申請都市となった。他にも2016年のオリンピック開催を検討中だとする都市が幾つかあったが、IOC理事会は申請都市の中から2008年6月4日の一次選考で評価の高い4都市を候補都市として絞り込んだ。選ばれた4都市とは、リオデジャネイロ、マドリード、東京、シカゴで、それ以外の申請都市であるバクー、ドーハ、プラハは落選した。
4つの候補都市は、IOC作業部会による2008年1月14日までに出された申請ファイル（概要計画）の精査に基づいて選出された。この4都市は2009年2月11日までに立候補ファイル（詳細な開催計画）をIOCに提出し 、シカゴ、東京、リオデジャネイロ、マドリードの順でIOC評価委員会による現地視察の考査が行われた。委員長ナワル・エル・ムータワキルのもと、同評価委員会は投票1か月前の2009年9月2日に視察結果の報告書を公表した。 
4つの候補都市全てから国の首脳が出席して、2009年10月2日に開催地を決める第121次IOC総会がデンマークのコペンハーゲンで行われた。シカゴ、東京、リオデジャネイロ、マドリードの順でプレゼンテーションが行われ、スペイン国王やペレといった名士たちも登壇した。投票を前に、IOC評価委員会が先の報告書を総会に提出した。出席したIOC委員による投票が行われた後、第1回目ではシカゴが落選、続く2回目では東京が落選した。
3回目の決選投票で、リオデジャネイロが66票対32票でマドリードを破り、2016年リオデジャネイロオリンピックおよび同パラリンピックを開催する権利を獲得した。この発表はIOC会長のジャック・ロゲによって行われた。ブラジルは夏季オリンピックを開催する最初のポルトガル語公用国であり、リオデジャネイロは南米で初めて夏季オリンピックを開催する都市となる。長期に及ぶ熾烈な招致合戦では、スパイ活動、人種差別、反対運動といった物議も幾つか目立った。
落選した6都市のうち4都市は2020年夏季オリンピックに立候補した。マドリード、バクー、東京、ドーハが申請を行った都市であり、マドリードと東京が候補都市になり、こちらでは最終的に東京が選ばれた。

## 選考過程
オリンピック開催地の選考過程は、立候補を希望する都市が、国内オリンピック委員会 (NOC) を通じて国際オリンピック委員会 (IOC) に立候補の申請を行うことで始まり、大会開催の7年前に開かれるIOC総会でIOC委員による投票で開催地が決定する。この選考方式はオリンピック憲章の第5章34則で定められている。
1999年から選考過程は2段階で行われている。第1段階では立候補の申請書をIOCに提出して「申請都市」となり、IOCが作成した設問に答える形の概要計画書「申請ファイル」を期限日までに提出しなければならない。IOCの作業部会が各都市の申請ファイルを精査して開催能力を評価し、IOC理事会は提出された申請ファイルおよび作業部会からの報告書に従って、次の段階に進む資格のある都市を選出する。選出された「正式立候補都市」だけが第2段階に進み、もっと詳細な2回目の開催計画書「立候補ファイル」を期限日までにIOCに提出しなくてはならない 。IOCの評価委員会（IOC委員、NOC代表、国際競技連盟代表、選手代表、パラリンピック委員会代表など各分野の専門家で構成される）
がこのファイルを精査した後に各都市の視察を行い、準備会場を確認したり立候補ファイルの詳細説明を受ける。評価委員会は開催地決定投票の1ヶ月前までに、長所と課題を併記した「評価報告書」を各IOC委員に送付して、その視察結果を伝える。
開催都市が投票で選ばれるIOC総会は、オリンピック開催の立候補申請を出さなかった国で開催される。投票は出席したIOC委員によって各々が1票を投じる形で行われるが、IOCの会長には投票権がなく、立候補都市を擁する国の委員はその都市が落選するまでは投票に参加できない。過半数の票を得た都市が開催地に決まるが、1回目の投票で過半数獲得した都市が無い場合は獲得票の最も少ない都市を落選させ、2回目の投票を行う。この手順で過半数を獲得する都市が出るまで投票を繰り返す。開催都市が決まると、その発表に続いて勝ち残った都市の代表者がIOCと共に「開催都市契約書」に署名し、大会組織運営の責任をその都市および都市を擁するNOCに委任する。

### 評価

#### 申請段階

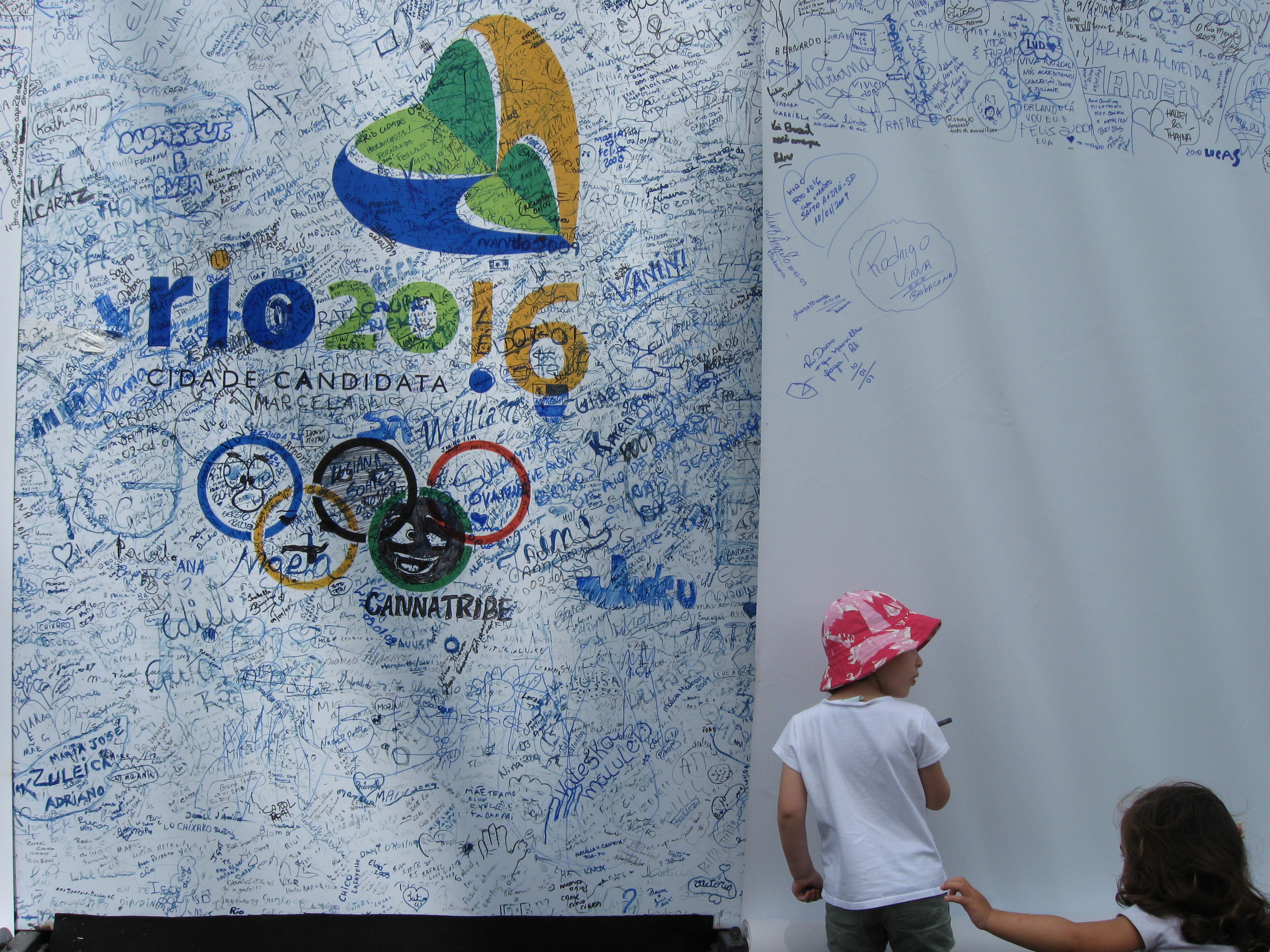
2016年夏季オリンピックの開催について、幼い少女がリオデジャネイロ招致を支持する署名を追加している様子（2009年1月)

2016年夏季オリンピック開催の立候補申請は2007年9月13日に締め切られ、申請を行った7都市は2008年1月14日に第1段階の申請ファイル提出要件も満たした。その後、IOC の作業部会が各都市のファイルを精査し、11項目ごとに点数評価を行った。11項目とは「政府支援・世論」、「インフラ」、「競技会場」、「選手村」、「環境・影響」、「宿泊施設」、「交通」、「治安」、「国際大会開催経験」、「財政」、「遺産・有効活用」で、それぞれ重要度が異なる。IOC作業部会によって設定された重要度は1から5まで（5が最高）あり、申請都市がこの段階で提出した各種情報を考慮し、準備期間の7年でオリンピック大会を組織運営するのに必要なレベルに到達できうる可能性を織り込んだものとなっている。これらの最大・最小評価値から総合平均点を算出し、IOCが事前設定した基準の6点を上回る都市はオリンピックを開催できる能力が高いと見なされ、6を下回ると可能性がほぼ無くなる。作業部会による得点表は以下の通り。
| 項目（重要度）/都市（国）   | バクー · ― · アゼルバイジャン | バクー · ― · アゼルバイジャン | シカゴ · ― · アメリカ合衆国 | シカゴ · ― · アメリカ合衆国 | ドーハ · ― · カタール | ドーハ · ― · カタール | マドリード · ― · スペイン | マドリード · ― · スペイン | プラハ · ― · チェコ | プラハ · ― · チェコ | リオデジャネイロ · ― · ブラジル | リオデジャネイロ · ― · ブラジル | 東京 · ― · 日本 | 東京 · ― · 日本 |
|                             | 最小値                        | 最大値                        | 最小値                      | 最大値                      | 最小値                | 最大値                | 最小値                    | 最大値                    | 最小値              | 最大値              | 最小値                          | 最大値                          | 最小値          | 最大値          |
| --------------------------- | ----------------------------- | ----------------------------- | --------------------------- | --------------------------- | --------------------- | --------------------- | ------------------------- | ------------------------- | ------------------- | ------------------- | ------------------------------- | ------------------------------- | --------------- | --------------- |
| 政府支援および世論(重要度2) | 5.7                           | 7.4                           | 6.2                         | 7.9                         | 7.0                   | 8.7                   | 7.5                       | 9.0                       | 4.3                 | 6.7                 | 7.3                             | 8.8                             | 7.0             | 8.5             |
| インフラ(重要度5)           | 3.8                           | 5.6                           | 5.5                         | 7.4                         | 5.5                   | 7.5                   | 7.9                       | 8.9                       | 4.2                 | 6.0                 | 5.3                             | 7.2                             | 7.6             | 8.9             |
| 競技会場(重要度4)           | 3.2                           | 5.6                           | 5.8                         | 7.2                         | 6.8                   | 8.2                   | 7.9                       | 8.8                       | 5.0                 | 6.3                 | 5.8                             | 7.4                             | 6.9             | 8.7             |
| 選手村(重要度3)             | 6.8                           | 8.1                           | 7.0                         | 8.6                         | 6.9                   | 8.6                   | 7.4                       | 8.7                       | 4.9                 | 7.2                 | 6.0                             | 7.7                             | 7.5             | 8.9             |
| 環境および影響(重要度2)     | 4.2                           | 6.0                           | 6.0                         | 8.0                         | 6.4                   | 8.2                   | 7.4                       | 8.8                       | 5.4                 | 7.4                 | 5.6                             | 7.6                             | 7.6             | 8.8             |
| 宿泊施設(重要度5)           | 2.6                           | 4.8                           | 9.4                         | 9.8                         | 5.5                   | 7.7                   | 7.8                       | 8.8                       | 5.1                 | 5.8                 | 5.5                             | 6.4                             | 9.6             | 10.0            |
| 交通(重要度3)               | 6.0                           | 8.5                           | 5.3                         | 7.8                         | 6.5                   | 8.3                   | 8.0                       | 9.0                       | 4.8                 | 7.0                 | 5.5                             | 7.5                             | 7.5             | 8.5             |
| 治安(重要度3)               | 4.4                           | 5.8                           | 7.1                         | 8.2                         | 5.5                   | 7.1                   | 7.1                       | 7.9                       | 4.4                 | 6.1                 | 4.6                             | 7.0                             | 7.9             | 9.0             |
| 国際大会開催実績(重要度2)   | 3.8                           | 6.4                           | 5.4                         | 8.0                         | 6.0                   | 7.6                   | 7.2                       | 8.2                       | 4.4                 | 6.4                 | 6.6                             | 7.9                             | 6.0             | 8.0             |
| 財政(重要度3)               | 4.8                           | 6.4                           | 6.5                         | 8.0                         | 6.7                   | 8.6                   | 6.5                       | 8.5                       | 4.8                 | 6.7                 | 6.0                             | 7.7                             | 7.0             | 8.5             |
| 遺産および有効活用(重要度3) | 3.0                           | 5.0                           | 5.0                         | 8.0                         | 5.0                   | 7.0                   | 8.0                       | 9.0                       | 4.0                 | 5.0                 | 5.5                             | 8.0                             | 7.0             | 9.0             |
| 総合平均点                  | 4.3                           | 4.3                           | 7.0                         | 7.0                         | 6.9                   | 6.9                   | 8.1                       | 8.1                       | 5.3                 | 5.3                 | 6.4                             | 6.4                             | 8.3             | 8.3             |

| 全都市中最高点 | 全都市中最低点 |
| 最高点タイ     | 最低点タイ     |

2008年6月4日、IOCは候補都市として通過した都市を発表した。基準の6点を上回る5都市のうち、東京、マドリード、シカゴ、リオデジャネイロの4都市が正式候補都市として次の段階に進んだ。ドーハよりもリオデジャネイロを選出したことで、より評価点の高い都市が落選しており、IOCは前例に無いことをした（通常であれば、IOCは基準点を上回った都市全てを通過させる）。ドーハの弱みである、人口の少なさ、施設の欠如、IOCの希望時期から外れた大会日程という3点は、IOCが適格と認めるには障害が大きすぎた可能性がある。

#### 候補段階
正式候補となった4都市は、より詳細な開催計画を記した立候補ファイルを、2009年2月12日までにIOCへ提出した。その後、IOCは評価委員会を組織し、委員長にはモロッコのIOC委員であるナワル・エル・ムータワキルが就任した。彼女は2012年夏季オリンピックの開催地選考でも委員長を務め、2大会連続の就任となった。他のメンバーは以下の通り。
| 国             | 委員                           | 役職                         |
| -------------- | ------------------------------ | ---------------------------- |
| モロッコ       | ナワル・エル・ムータワキル     | 委員長・IOC理事              |
| フランス       | ジルベール・フェリ             | オリンピック統括部長         |
| 台湾           | ウ・チンクオ                   | IOC委員代表                  |
| イギリス       | クレイグ・リーディー           | IOC委員代表                  |
| フランス       | ギー・ドリュー                 | IOC委員代表                  |
| エジプト       | モウニル・サベト               | IOC委員代表                  |
| ロシア         | アレクサンドル・ポポフ         | IOC委員・選手委員会代表      |
| スウェーデン   | イエラン・ペテション           | 夏季競技連盟代表             |
| コロンビア     | アンドレス・フィリップスブルネ | IOC委員・NOC連合代表         |
| オーストラリア | グレゴリー・ハートゥング       | 国際パラリンピック委員会代表 |
| スイス         | フィリップ・ボビ               | 交通アドバイザー             |
| オーストラリア | サイモン・ボルダーストーン     | 環境アドバイザー             |
| フランス       | エティエンヌ・トボワ           | 財政アドバイザー             |

評価委員会は各都市の立候補ファイルを精査し、その後シカゴを4月2日～8日、東京を4月14日～20日、リオデジャネイロを4月27日～5月3日、マドリードを5月4日～9日にかけて現地視察した。前年からの変更で、委員会の訪問期間が4日間から7日間に延長された。
彼らは視察結果に基づき、各都市の長所と課題を併記した包括的な評価報告書を、投票1か月前にIOC委員に配布した。報告書の内容は以下の通り。
| 都市             | 招致プレゼンテーションの評価 | 評価点                                                                                     | 懸念点 | 支持率 (IOC調査) |
| ---------------- | ---------------------------- | ------------------------------------------------------------------------------------------ | --- | ---------------- |
| シカゴ           | 詳細で質が高い               | コンパクトさ 湖畔の選手村の質の高さ 警備面                                                 | 保証の無い財政面 交通輸送面                                                                                           | 67.3%            |
| 東京             | 質が高い                     | コンパクトな会場配置 開催準備金として37億ドル(約3400億円)を確保している財政面 安全面・治安 | 既存施設と示されたが、建設、または大規模な改修が必要 五輪スタジアム周辺の輸送面 選手村予定地の広さ 支持率が比較的低い | 55.5%            |
| リオデジャネイロ | 詳細で非常に質が高い         | 4都市中、一番の高評価 治安は徐々に改善されている                                           | 膨大なインフラ(社会基盤)の整備費 宿泊施設不足 交通輸送面 財政面                                                       | 84.5%            |
| マドリード       | まずまず                     | 既存施設の多さ 4都市中一番高い支持率                                                       | 財政面、組織面に大きな課題 反ドーピング(禁止薬物使用)に関する法制化について不透明                                     | 84.9%            |

### 投票
各都市の最終プレゼンテーションと評価委員会による前述の評価報告を経て、開催地を決める投票が行われた。過半数票に達する都市が出なかったため、最少票数落選の規定で1回目ではシカゴが、2回目では東京が脱落し、3回目の決選投票で開催地がリオデジャネイロと発表された。結果は以下の通り。

## 候補都市
| リオデジャネイロは、本大会の10年前に遡る2006年9月1日にブラジルオリンピック委員会によってブラジルの国内候補都市として選出された。1936年、1940年、2004年、2012年に次ぐ5度目の招致で、初めて正式候補都市の段階に進んだ。リオデジャネイロは全競技を市内で実施することを企画して、サッカー予選会場以外のあらゆる競技場を市内に配置し、4つの競技会場群（バーハ、コパカバーナ、デオドロ、マラカナン）に会場を集約させる計画を打ち出した。とりわけその中心地は山と海の自然に囲まれた最新開発地域で成長著しいバーハである。開会式、閉会式、サッカー決勝を行うメインスタジアムはエスタジオ・ド・マラカナンで、陸上競技はエスタジオ・オリンピコ・ジョアン・アベランジェで行い、選手の約半数は選手村から10分以内に移動できるようにした。サッカー予選に関しては、ベロオリゾンテ、ブラジリア、サルヴァドール、サンパウロの各都市で試合を行う予定とされた。開催期間は8月5日-21日（パラリンピックはブラジル独立記念日の9月7日-18日）を予定した。宿泊施設はリオデジャネイロ市内に約5万室ある。ブラジルは1950 FIFAワールドカップを開催した際に、決勝の舞台となったリオデジャネイロでインフラが整備されたが、既に半世紀以上が経過して老朽化しており、過去の招致活動でもインフラ、治安、国際大会の開催実績といった不安を指摘され、失敗している。しかし、2007年7月にリオデジャネイロでパンアメリカン競技大会が開催され、様々な近代的施設が建設されたことで状況は一変した。またブラジルは2014 FIFAワールドカップの開催を勝ち取り、これまで抱えていた課題を解決する大きな一歩となった。IOC委員でもあるカルロス・ヌズマンが招致委員会の会長を務め、政府の強い支援や国民・市民の高い支持を背景に招致活動を積極的に進めていった。開催地を決める第121次IOC総会の会場ではルラ大統領やペレ、中央銀行総裁といった国の要人やスポーツ界の名士が積極的なロビー外交を展開し、多くの支持を取り付けた。招致ロゴは、ハートをモチーフに4つの会場群と海、山、天空を描いたもので、特に山はリオデジャネイロの象徴であるポン・ヂ・アスーカル（2012年に世界遺産）を模したものである。 |                |                   |  |  |  |
| |                |                   |  |  |  |
| マドリード | スペイン       | 決選投票にて落選  |  |  |  |
| マドリードは2012年夏季オリンピックにも立候補したがロンドンが開催地に選ばれたため、その日に市長が2016年大会の招致に意欲を示した。 2012年招致での奮戦を考慮して、市議会は満場一致で新しい申請書の提出を決議した。 2007年5月、市長が唯一の国内候補都市としてマドリードをスペインオリンピック委員会(COE)に申請した。 IOC前会長フアン・アントニオ・サマランチの助力も得られ、会場の85％ができておりオリンピック予選大会を経験するなど、2012年招致での高評価から多くの恩恵を受けた。後の計画では、東側とマンサナーレス川沿いの会場群2か所が強調された 。マドリードの強みは国民及び市民の世論で、IOCや招致委員会の報告書でも9割近い支持率と、立候補4都市の中で一番高かった。問題点となりうるのは、直前の夏季大会が2012年ロンドンオリンピックで冬季大会も2014年ソチオリンピックであるため、次がマドリードでは同じヨーロッパ大陸での開催が続いてしまう事が一つ挙げられた（歴史的にも1952年ヘルシンキオリンピック以降は同一大陸で夏季大会の連続開催はない）。2004年にマドリード列車爆破テロ事件も起きており、治安に関する懸念も存在していた。これらの課題に対しマドリード招致委員会は、大陸のローテーションではなく文化のローテーションを訴えた。総会に国王フアン・カルロス1世が登壇したことや、サマランチ前会長の影響力もあって一定票を獲得し、リオデジャネイロとの決選投票になったものの最後で敗れた。招致ロゴはコルレ(Corle)と呼ばれる歓迎の手形をモチーフに、オリンピックカラーの5色とマドリードの頭文字Mを描いたもので、公募によって選ばれた。 |                |                   |  |  |  |
| |                |                   |  |  |  |
| 東京 | 日本           | 第2回投票にて落選 |  |  |  |
| 東京は1964年東京オリンピック以来の開催を目指して立候補した。日本オリンピック委員会(JOC)は2006年8月、福岡を上回るとして東京を国内候補都市に選出した。 東京は「史上最もコンパクトで効率的なオリンピック」と宣伝し、半径8km以内に9割の会場を配置する計画を打ち出した。東京湾に埋立て地の造成を約束し、会場群をベイゾーンとヘリテッジゾーンの2つに分け、その中心にメイン会場の東京オリンピックスタジアムを設置。宿泊施設は半径10km以内に8万室を備えるとした。インフラや治安の良さ、財政面などを高く評価され、1次選考では申請都市の中でトップの評価を得て通過した。大掛かりな招致活動はあったものの、東京の公的支援は他の候補都市に遅れをとっていた。2007年12月に62％そして2008年3月に72％あった支持率は、2009年5月に56％まで落ち込んだ 。アジアで2008年北京オリンピックが開催されたばかり（最終投票が実施されたのが北京大会の1年後）だったこともマイナス要因となった。当時、自由民主党（与党）がオリンピック招致に積極的だったが、参議院ではこれに反対する民主党が最大勢力だったため国会決議が立候補ファイルの提出に間に合わなかったことも影響し、第2回目の投票では20票しか獲得できずに落選した。招致ロゴは伝統的な水引の結びをモチーフに、オリンピックカラーの5色で世界の結束を示している。 |                |                   |  |  |  |
| |                |                   |  |  |  |
| シカゴ | アメリカ合衆国 | 第1回投票にて落選 |  |  |  |
| 2007年4月14日、米国オリンピック委員会(USOC)は2016年夏季オリンピックの国内候補都市としてシカゴを選出した。シカゴは1904年夏季オリンピックの開催地に選ばれながら、同年の万国博覧会と合同でセントルイス開催になった経緯がある。シカゴには、大規模な公共交通システム、広大な会場、多くのスポーツ文化（男女ホッケー、野球、サッカー、バスケットボール、アメリカンフットボール、で各プロチームが存在）がある。計画では、市の南側にオリンピックスタジアム、西に水泳場、などミシガン湖周辺に4つの会場群があり、多くの会場が選手村から15分以内で到着できるものとなった。大会に向けて建設予定の16会場ほか申請費用（4,930万米ドル)は民間部門で負担となり、インフラ面の費用を政府が拠出する予定となった。この招致には、シカゴ在住のバラク・オバマ大統領ほか各界著名人（オプラ・ウィンフリー、マイケル・フェルプス、マイケル・ジョーダン）の後押しがあった。しかし現地の公的支援は他の候補と比べても小さく、反対記事を掲載する地元紙もあった。インフラほか支援・資金面で最強の候補と国内メディアは報じたが、IOC評価では東京やマドリードに及ばなかった。開催地を決める選挙直前に（テレビ放映権をめぐり）米国オリンピック委員会の会長が交代するといった騒動もあり、シカゴは1回目の投票で18票にとどまって最下位で落選した。シカゴの招致ロゴは、シカゴ市旗にも描かれている星を中央に、下にはミシガン湖の自然を示す青と緑、上側は空をオレンジで描いている。 |                |                   |  |  |  |
| |                |                   |  |  |  |

## 申請都市
| アゼルバイジャンの首都バクーはオリンピック開催に向けた申請をすると発表し、その初期調査では2016年夏季オリンピックの開催費用は200億ドルとなる可能性があることを示唆した。石油埋蔵豊富で経済が活況な国の首都バクーには、オリンピック大会に資金調達するための潤沢な資金があった。残念なことに、ソビエト連邦の崩壊以降は都市の社会基盤が弱体化していた。加えて、南コーカサス地域には未決着の政治紛争が3件ある。 IOCに懸念されている他の小さな要因には、開催国のスポーツ経歴がある。 アゼルバイジャンは独立国になってからの歳月が短いためオリンピックでの同国の歴史も浅く、チームを派遣したのも1996年からでこれまでに3つの金メダルしか獲得していない。アゼルバイジャンは2007年11月に申請の組織委員会を立ち上げ、初代副首相のヤクブ・エユボフを会長に据えた。政府の後ろ盾もあって スポーツ大臣が申請書を準備した。世界基準を満たすスポーツ施設が事実上ゼロである点や、未開発な観光分野、地域紛争についてある内部関係者が指摘したため、バクーの落選は予想外ではなかった。バクーが開催を勝ち取るために真剣な議論をする時は2020年ないし2024年だと、その人物は語った。バクーの招致ロゴは、ゴブスタン岩盤台地にあるペトログリフの意匠を描いたものである。 |          |               |  |  |  |
| |          |               |  |  |  |
| ドーハ | カタール | 1次選考で落選 |  |  |  |
| ドーハは、会場とインフラに28億米ドルを投じた2006年アジア競技大会を開催した後で、2016年夏季オリンピック開催に向けた申請書を提出した。ドーハの申請は、アジアオリンピック評議会(OCA)会長 や湾岸協力会議など、多くの地域の支持を獲得した。2006年アジア大会が催されたアスパイア・ゾーンというスポーツ都市がその申請の目玉となっていた。カタールは石油埋蔵量のため経済成長期にあり、バクーと同様に大規模イベントの資金調達には良い環境にある。ドーハはカイロ以外で真剣な申請を行うアラブ世界唯一の都市で、IOCが最終選考に残してそれに報いるのではないかと推測する評論家もいた。紛争の多い地域ながら、カタールは寛容と変化を取りこんで強い平和のメッセージを発信する開放的な国として知られる。7月や8月だと、ドーハの平均気温が簡単に45°Cに達してしまうため、大会の10月開催を提案した。前例がないわけではないが、規定上は要件から外れている。ドーハとカタールは近代オリンピック開催を申請する最も小さな都市・国であるため、チケット販売を増やすために近隣諸国の観客を呼び込む革新性が必要とされる。その他の懸案事項は、アゼルバイジャンと同様カタールもオリンピックの経歴が浅く、記録を水増しするため海外アスリートに「便利なパスポート」を与える手法が批判されている。新会場は自転車競技場と野球場の2つだけが建設され、新たに選手村が設計されることとなった。ハリーファ国際スタジアムは現在50,000席だが、IOC基準を満たす60,000席には満たない。なおカタールは、同国で開催となるAFCアジアカップ2011時に、世界最先端のパラリンピックスタジアムと世界初の地下スタジアムを建設する計画を立てていた。ドーハの招致ロゴは、アルダーマ(al dahma)という春の花である。このデザインは伝統的なヘンナ模様をモチーフにしたもので、アラビア語でドーハと書かれている。 |          |               |  |  |  |
| |          |               |  |  |  |
| プラハ | チェコ   | 1次選考で落選 |  |  |  |
| 2007年3月22日、プラハは議会投票での支持を受けてその申請開始が確約された。ヨーロッパで最も美しい都市の1つとされるプラハは、IOCが候補都市に求める文化的側面を満たすもので、スポーツが強いという歴史や立派な宿泊施設もあり、プラハは開催地になる可能性を秘めていた。しかしながら、プラハには会場が殆ど無かった。計画には3か所の競技場建設（プラハないしブルノに自転車競技場、既存の水泳場建て替え、メインのオリンピック複合施設）が含まれた。体操でサズカ・アリーナを使うことや、何らかの競技にストラホフ・スタジアムを使うことも計画された。さらに、計画詳細では後世の遺産に残す建設物は30%だけの予定であると強調した。市長ほか市民当局からの当初支援が終わると、プラハの申請は期待薄とされた。現行スタジアムほか重要なオリンピック競技場の欠如、そしてロンドン開催の2012年大会を鑑みて、プラハはその後のオリンピック申請に向けて温存した 。プラハはチェコ共和国内にて広く支持を取り付けるのに難儀しており、ヴァーツラフ・クラウス大統領も公に懸念していた。2007年10月の世論調査で判明した支持率はだいぶ低い50％だった。プラハの招致ロゴには、伝統的な勝利祝賀の象徴である月桂冠があしらわれている。 |          |               |  |  |  |
| |          |               |  |  |  |

### 立候補の意欲を示した都市の概要
- オーストラリアでは、ブリスベンほか複数の都市が意欲を示した[72]。
- タイでは、バンコクが2004年大会で好成績を収めた後にかなりの熱意を表明したが、代わりに2010年ユース五輪の開催に応募した[73]。
- ベルギーでは、オランダと共催したユーロ2000大会の後、一部の政治家が両国都市での共催を検討したことで、ブリュッセルが意欲を示した[74][75]。
- アルゼンチンでは、2004年夏季オリンピック開催に立候補したブエノスアイレスが意欲を示した[76]。
- 南アフリカでは、ケープタウンとダーバンが意欲を示した[77]。
- インドでは、当初デリーが申請を行う手筈となっていたが[78]2007年4月になって2020年大会への申請を行う予定だと発表した[79]。
- アラブ首長国連邦では、ドバイが真剣に申請する動きを見せていたが、最終的には理由不明のまま取りやめた[80]。
- 日本では、札幌が国内オリンピック委員の選考で落選、福岡は国内最終選考で東京に敗れた[81]。
- アメリカ合衆国では、ヒューストンとフィラデルフィアが国内オリンピック委員の選考で落選、サンフランシスコは資金難のため辞退、ロサンゼルスは国内最終選考でシカゴに敗れた[82]。
- トルコでは、イスタンブールが全ての大会開催に申請したため（基本的には1つの大会に絞って申請する）IOCの規定に抵触してしまったが、改めて挑戦すると表明した[83]。
- ポルトガルでは、リスボンが意欲を示した[84]。
- メキシコでは、モンテレイの申請を国内オリンピック委員が拒否した[85]。
- カナダでは、モントリオールとトロントが意欲を示したが、冬季の2010年バンクーバーオリンピック開催が決まったことで、申請計画を取り止めた[86][87][88][89]。
- ケニアでは、ナイロビについてスポーツ大臣が意欲を示したが、国内オリンピック委員の会長はまだ適切な時期ではないと述べた[90][91][92]。
- イタリアでは、一時ローマが有力候補だったが、彼らは参加せずに2020年大会を待つことにした[93]。
- ブラジルでは、サンパウロも検討されていたが、国内オリンピック委員はリオデジャネイロを選出した[94]。
- /  サンディエゴ とティフアナ は、初となる二国間オリンピックに向けた共同申請の議論を行っていた[95]。